# Tonkin-resolutie
De Tonkin-resolutie was een resolutie waarmee de Amerikaanse president Lyndon B. Johnson de bevoegdheid kreeg voor militair optreden in Zuidoost-Azië zonder een formele oorlogsverklaring van het Congres.

## Achtergrond
De directe aanleiding voor de resolutie was het Tonkin-incident, waarbij vijf torpedoboten van Noord-Vietnam in de Golf van Tonkin de Amerikaanse torpedobootjager USS Maddox aanvielen en een mogelijke tweede aanval op 4 augustus 1964. Als vergelding bombardeerde de Amerikaanse luchtmacht voor het eerst Noord-Vietnam. Later bleek dat de Amerikaanse regering het eerste incident waarschijnlijk had uitgelokt en dat het tweede incident hoogstwaarschijnlijk zelfs nooit heeft plaatsgevonden.

## De resolutie en haar gevolgen

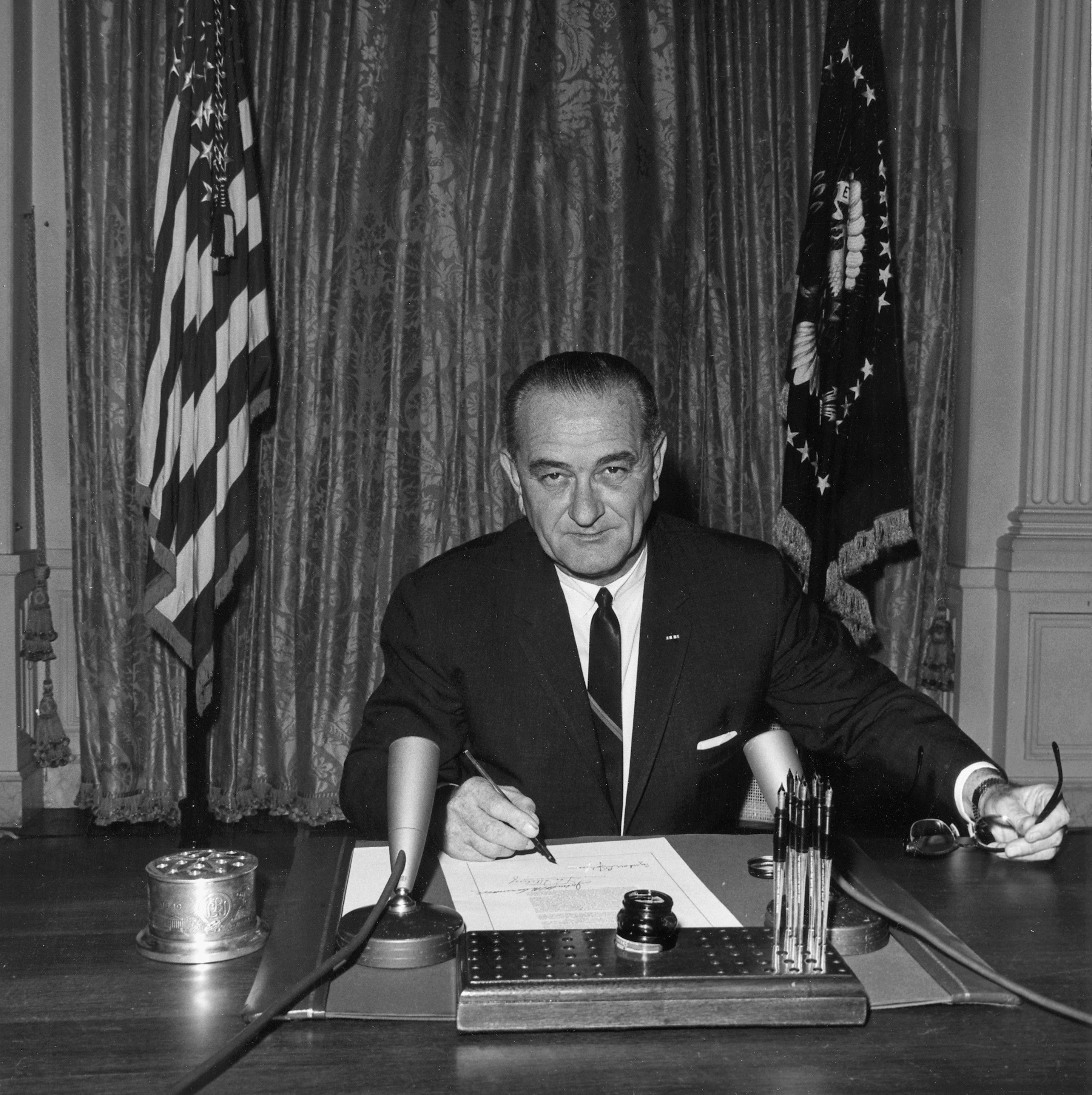
President Johnson ondertekent de resolutie op 10 augustus 1964

De Tonkin-resolutie werd op 7 augustus 1964 aangenomen. Alleen de senatoren Wayne Morse en Ernest Gruening stemden tegen.
De president kreeg hiermee, als opperbevelhebber van het Amerikaanse leger, de volmacht om "alle noodzakelijke maatregelen te nemen om gewapende aanvallen tegen de Amerikaanse strijdkracht te vergelden en verdere agressie te voorkomen."
Met de resolutie zou de Amerikaanse militaire inmenging in de Vietnamoorlog zijn hoogtepunt bereiken. Vanaf 1965 startte president Johnson met grootscheepse bombardementen op Noord-Vietnam. De aanvallen stonden bekend onder de naam Operatie Rolling Thunder en waren bedoeld om Noord-Vietnam te bewegen tot het staken van de strijd in Zuid-Vietnam.
De Tonkin-resolutie werd door het Congres ingetrokken in januari 1971, twee jaar voordat de Verenigde Staten zich definitief zouden terugtrekken uit de Vietnamoorlog.